# The Killers
Килерс (енгл. The Killers, Килерси) је рок бенд из Лас Вегаса, у Невади, који је основан 2001. године. Чланови бенда су Брандон Флауерс (вокал, синтисајзер), Дејв Кунинг (гитара), Марк Стормер (бас) и Рони Ванучи Јуниор (бубњеви и вокал). Деби албум „Hot Fuss“ издали су 2004. године. Њихов други албум, „Sam's Town“ излази 2. октобра 2006. године у Уједињеном Краљевству, односно 3. октобра 2006. у САД. Године 2008. излази албум "Day and Age" ("Дан и доба"), а 2012. "Battle Born".
Са више од 22 милиона продатих дискова сматрају се за један од најуспешнијих рок бендова из америчке државе Неваде. Такође, многи их сматрају најбољим рок бендом 21. века. Успешни су и као бенд који наступа уживо - наступали су у преко 50 држава на свим континентима.

## Историја
Године 2001. Брандон Флауерс је напустио први бенд у којем је био, синт поп бенд „Blush Response“, пошто је одбио да се пресели са осталима у Лос Анђелес. Флауерс је формирао бенд после одласка на концерт „Оејзиса“. Први басиста је био Кунингов цимер, а први бубњар је касније тужио бенд, тврдећи да је он написао „Mr. Brightside“. И Рони Ванучи и Марк Стормер су били у другим бендовима када су им Флауерс и Кунинг понудили да се придруже бенду „Килерс“. Након што су погледали неколико ранијих свирки „Килерса“, Ванучи и Стормер су се придружили групи.
Док су смишљали име групе, дошли су до имена „The Genius Sex Poets“, које се налазило на бас бубњу у америчкој верзији спота за песму „Mr. Brightside“. Чланови бенда су дошли до идеје за њихово име из спота групе „New Order“ за песму „Crystal“. Име се налазило на бас бубњу фиктивног бенда у споту (иако су „Килерси“ у споту групе „New Order“ укључивали и једну жену).
Пре него што су направили бенд, сва четири члана су имала различите послове. Флауерс, који је одустао од факултета, био је носач пртљага у једном хотелу. Дејвид Кунинг, који је оригинално из Пеле, у Ајови, напустио је факултет а онда и Универзитет Ајова и преселио се у Лас Вегас јануара 2000. године, радио у продавници Banana Republic али му је посао продавца шешира брзо досадио. Марк Стормер је радио као медицински курир - разносио је медицински материјал и био је студент филозофије на Универзитету Невада у Лас Вегасу (UNLV). Рони Ванучи је био студент класичних перкусија на UNLV-у и радио је као фотограф за једну капелу и као возач рикше у једном тржном центру у оквиру хотела Аладин.
Британски магазин NME први је открио бенд. Бенд је постао славан објављивањем албума Hot Fuss 7. јуна 2004. године у Уједињеном Краљевству (преко лондонске независне издавачке куће „Lizard King Records“, сада преименоване у „Marrakesh Records“) и 15. јуна у САД преко „Island Records“. Издали су јапанску и француску верзију истог албума крајем 2004. године. Њихов први сингл, „Somebody Told Me“, издат је те исте године. Синглови бенда су такође били успешни на топ-листама — „Mr. Brightside“ је уврштен у првих 10 у Британији, као и „All These Things That I've Done“. Највећи успех код шире публике био им је кад су доспели на треће место са реиздањем сингла „Somebody Told Me“. Овај успех је изазвао сукобе са групама „The Bravery“ и „Fall Out Boy“, које су биле у истој издавачкој кући са „Килерсима“ (види Контроверза испод).
Већи део музике „Килерса“ је базиран на британским утицајима и на музици осамдесетих, посебно на Њу вејв музици. Брендон Флауерс је такође рекао у интервјуима да је звук већине песама бенда „већи од живота“, због утицаја живота у Лас Вегасу, граду бљештавила где је главно питање: „ко ће кога да надмаши?“. Упркос њиховом поштовању према таласу пост-панк бендова који су почели да се јављају током осамдесетих година, чланови бенда су такође фанови Дејвида Боувија, Морисија, групе „Квин“ и „U2“ и „Saves The Day“, па се утицај ових бендова може лако видети у њиховим песмама. Брандон Флауерс повремено пева са лажним британским акцентом.
Дана 1. децембра 2004. године су се чланови групе појавили као гости у телевизијској емисији „Late Night with Conan O'Brien“, а 2. децембра су се епизодно појавили на Фоксовој телевизијској серији, „Округ Оринџ“. 15. јануара 2005. године су били музички гости на „Saturday Night Live“. Раније су се појављивали у емисијама „Jimmy Kimmel Live“, „Pepsi Smash“, „The Late Show with David Letterman“, а у Британији у „Friday Night with Jonathan Ross“ и „Later with Jools Holland“. Најскорије, 14. априла 2005. године, појавили су се на „The Tonight Show with Jay Leno“. 12. маја и 10. октобра 2005. године су изводили у „“.
„Килерси“ су свирали на Гластонбери фестивалу 2005. године, на позорници „Пирамида“, у петак увече, након што су одбили да буду главни извођачи у недељу када је Кајли Миног отказала пошто је сазнала да има рак дојке. Одбили су понуду тврдећи да нису имали довољно песама да попуне главно место. Међутим, и тако су заинтересовали публику. Такође су свирали на фестивалу „T in the Park“ у Баладу у Шкотској, 9. јула 2005, када је Брендон Флауерс отпевао песму „Crystal“ са бендом „New Order“ — („Crystal“ је песма из чијег је спота узето име за бенд). Ускоро, чланови бенда су отишли у Беч са „U2“ како би свирали као предгрупа на европском делу њихове Вертиго турнеје.
Килерси су наступали на лондонској позорници концерта „Live 8“, 2. јула 2005. Извели су своју песму „All These Things That I've Done“. На њихово изненађење, Роби Вилијамс (који је изводио после њих) је уградио рефрен песме („I've got soul but I'm not a soldier“) у свој наступ. „Колдплеј“ и „U2“ су учинили слично, на својим засебним концертима у Лас Вегасу, где су „Килерси“ били у публици. Они су такође уградили познати стих у своје песме. Група „Колдплеј“ је то убацила у „God Put a Smile upon Your Face“, а „Ју ту“ у „Beautiful Day“.
Пошто су одгледали материјал за предстојећи филм режисера Ричарда Келија, „Southland Tales“, чланови бенда су се сложили и дозволили Келију да употреби песму „All These Things I've Done“ за музику у филму. Песма је такође коришћена у последњој сцени и завршној шпици филма из 2005. године, „The Matador“.
Марк Елис и Ален Молдер су продуценти другог албума Килерса, Sam's Town, који треба да се изда 3. октобра 2006. године. У интервјуима за BBC и NME магазин навели су и називе песама као што су "When You Were Young", "Why Do I Keep Counting?", "Bones", "Uncle Johnny", "Bling" and "Sam's Town". Први сингл, "When You Were Young", дебитовао је на радио-станицама крајем јула.
Дана 24. јула 2006. године, на сајту  Архивирано на веб-сајту  (16. фебруар 2008) је најављен излазак другог албума Килерса, „Sam's Town“. Према првим критикама, звук на албуму остао је сличан оном који је прославио „Килерсе“ широм света, али се такође осећа утицај групе „Верв“, затим Дејвида Боувија и Питера Габријела. Албум ће бити пропраћен европском турнејом у октобру и америчком турнејом у новембру, на којима ће свирати и додатни члан бенда, како би се што верније одсвирале песме са албума. У интервјуу за радио-станицу „KROQ“, „Килерси“ су потврдили да су снимили нови музички спот, „When You Were Young“, близу града Мексика. Спот је премијерно приказан у Великој Британији 18. августа 2006. године.

## Контроверза
Откад им је албум достигао платинасти тираж, група (а посебно Флауерс) је успела да се посвађа са групама The Bravery и Fall Out Boy, са којима се Килерси налазе у истој издавачкој кући (Island Records). Флауерс је изјавио да ови бендови, посебно The Bravery, „јашу на успеху Килерса“. Међутим, шпекулише се да је то био рекламни трик за деби албум групе The Bravery који носи исти назив. Такође, у чланку магазина „NME“, Флауерс је тврдио да је бенд „Fall Out Boy“ узео заједничког скаута да ради само за њих, што је наљутило басисту групе „Fall Out Boy“, Пита Венца. Међутим, Венц је, написавши неколико порука на свом блогу у септембру 2005. године, понудио виртуелно примирје.
Брандон Флауерс је, у интервјуима за неколико музичких часописа, тврдио да је песма „Where Is She?“ заснована на судбини Џоди Џоунс, девојке из Шкотске чији је дечко, Лук Мичел, осуђен за њену смрт. Многи су, посебно у Шкотској, у овоме видели вређање успомене на девојку, а Флауерс се (говорећи у име бенда) формално извинио у Сандеј Хералду.
У фебруару 2006. године, бивши менаџер „Килерса“, Бреден Мерик, поднео је тужбу против бенда наводећи да је нелегално отпуштен у мају 2005. године. Мериков уговор је требало да траје до 2007. године, а две стране су се вансудски нагодиле.

## Дискографија
Студијски албуми
- Hot Fuss (2004)
- Sam's Town (2006)
- Day & Age (2008)
- Battle Born (2012)
- Wonderful Wonderful (2017)

## Награде

### Греми
- Најбољи рок албум (2005) за  – номиновани
- Најбоља рок песма (2005) за  – номиновани
- Најбоље вокално рок извођење дуета или групе (2005) за  – номиновани
- Најбоље поп извођење дуета или групе са вокалом (2006) за  – номиновани
- Најбоље рок извођење дуета или групе са вокалом (2006) за  – номиновани

Напомена: ремикс песме "Mr Brightside" је такође номинована за Најбољи ремикс снимак, некласични (2006) (ремикс је урадио Жак Лу Конт)

### Америчке музичке награде
- Пробој, Најомиљенији нови извођач (2005) – номиновани

### Билборд музичке награде
- Група године (2005) – номиновани
- Дигитална песма године за "Mr. Brightside" (2005) – номиновани
- Извођач године модерног рока (2005) – номиновани

### МТВ видео музичке награде
- Најбољи спот групе (2005) за  – номиновани
- Најбољи рок спот (2005) за "Mr. Brightside" – ОСВОЈИЛИ
- Најбољи нови извођач (2005) – ОСВОЈИЛИ

Напомена: Лора Фокс је такође номинована 2005. године за Најбољу режију за спот "Mr. Brightside."

### Разно
- Најбољи међународни бенд NME Магазина (2005) – ОСВОЈИЛИ
- Међу наградама за технички квалитет и креативност номинација за Продукцију за сингл за песму "Mr. Brightside" (2005)
- Светске музичке награде, Светска најпродаванија нова група (2005) – ОСВОЈИЛИ

## Занимљивости
- Музички спот за "All These Things I've Done" је режирао Антон Корбејн, који је такође режирао промо "Atmosphere" за Џој Дивижон, групу која је постала New Order након смрти Ијана Кертиса.
- Певач/Текстописац/Продуцент Гејб Лопез је фан Килерса и захваљује се Брандону Флауерсу у напоменама свог албума This Is About You.
- Британски спот за "All These Things That I've Done" садржи материјал са свирке Килерса у Лондону 8. јула 2004.
- Ако се дуже задржите на сајту Килерса , на кратко ће се појавити порука која гласи "Have You Ever Seen The Lights?" ("Да ли сте икада видели светла?").
- Килерси су свирали у Bait Shop, фиктивном клубу за сва годишта у серији Округ Оринџ.
- Глумац Ерик Робертс (брат Џулије Робертс) игра макроа у америчкој верзији спота за Mr. Brightside. Ерик Робертс се налази и на два спота Мараје Кери (од којих је један режирала Софи Малер).
- За групу Килерс се зна да су се неовлашћено користили музичке просторија универзитета ULVN-за вежбање свирање.
- Албум  је првобитно снимљен као демо за Килерсе.
- Иако је Брандон Флауерс у свађу са Питом Венцом из групе Fall Out Boy, Флауерсови рођаци су обожаваоци ове групе и иду на њихове концерте.
- Песма  (није издата, али је извођена уживо) говори о смрти четрнаестогодишње девојке из Шкотске Џоди Џоунс. Флауерс је чуо о тој девојци док је свирао у Глазгову 2005. године. Песма је написана из перспективе Џодиних родитеља.
- Њихова песма Smile Like You Mean It уврштена је на албум The OC Mix 2 (такође познатом као Mix 2), други албум у низу саундтрека за тинејџерску серију Округ Оринџ.